# 沈鎰
沈 鎰（シム・イル、심일）は、大韓民国の軍人。

## 経歴
1923年、咸鏡南道端川に生まれる。ソウル大学校師範大学2年を修了。
1948年、陸軍士官学校第8期入学。
1949年5月23日、少尉任官（軍番14494番）。第6師団第7連隊配属、対戦車砲中隊第2小隊長。
1950年5月4日、中尉。
1950年6月25日、朝鮮戦争勃発。同日正午、戦車10両が玉山浦にむかって南下した。待ち構えていた対戦車砲2門が500メートルまで引き付けて1、2番戦車に初弾を命中させたが、びくともせず南下を続けた。射撃を再開させたが、効果はなく、敵の砲撃で1門が吹き飛んだ。実際には戦車ではなく自走砲であったが、当時の韓国軍将兵は自走砲と戦車の区別がつかず、戦車と思い込んでいた。また対戦車砲が効かなかったのは、第7連隊長だった林富澤によれば、慌てた弾薬手が間違って演習弾を持ってきたためであるという。
中隊長宋廣保大尉に肉薄攻撃を具申し、制止を振り切って5人の志願者を募り、水路伝いに肉薄した。沈は攻撃班と掩護班に分けて戦車を待った。
やがて自走砲2両が20メートル間隔で徐々に近づいたので先頭車をやり過ごし、2両目のキャタピラに手榴弾と火炎瓶を投げて炎上させた。続けて先頭車も攻撃し、中から出てきた兵士は掩護隊員が射殺し、後続車は反転していった。沈少尉以下全員が水路を伝って帰還し、この壮挙を見た部隊の士気は上がり、戦車に対する恐怖心がなくなった。林富澤は「沈鎰少尉は日本軍の志願兵出身であった。勇敢で沈着、しかも責任観念がずば抜けて強い人であった。おそらく昨日、演習弾と実弾とを間違えた責任を感じていたのであろう」と述懐している。
翌26日には昭陽江で自走砲3門を破壊した。当時第2軍団工兵参謀少佐であった朱栄福によれば、当日の戦闘で自走砲大隊は自走砲16門のうち3門が破壊され、先頭の自走砲に乗車していた自走砲大隊長が負傷して担架で指揮所まで運び込まれた。
その後も忠州、陰城、聞慶、安溪などの戦闘で対戦車砲中隊副官兼小隊長として多くの功績を立てた。
1950年10月27日、第16砲兵大隊に配属され、同年12月に第16砲兵大隊は第7師団に隷属することになった。
1950年12月30日、大尉。
1951年1月26日、第7師団捜索中隊長として活動していたが、中部戦線で戦死。
1951年10月30日、太極武功勲章（勲記番号第9号）追贈。尉官級将校では最初の受章者であった。
1951年11月11日、少領追叙。

## 戦功捏造疑惑

### 発端
沈鎰はそれまで朝鮮戦争が勃発した6月25日に自走砲を破壊して部隊の士気を挙げた英雄として知られていた。しかし2016年6月17日、朝鮮日報のチェ・ボシク記者がコラムで掲載した李大鎔将軍のインタビューを載せた記事からその戦功が捏造であるという疑惑が浮上した。
当時第7連隊第1大隊中隊長だった李大鎔予備役准将によれば、沈鎰は実際には肉薄攻撃をせず、砲1門を放棄して逃亡したという。そして砲を捨てたことが問題となって閑職の砲兵連絡将校に左遷され、1951年1月に妙香山で隠れていたところ中国軍に包囲されて射殺されたことが脱出した将校によって伝えられた。沈鎰の親が第7連隊を訪ね、「学兵に出た三男は生死不明、共匪討伐をしていた警察の次男は病気にかかり、長男（沈鎰）も死んで、もう末っ子だけ」と泣き叫んだ。これに同情した連隊長が「勲章をやろう」と約束し、勲章上申書を提出したという。
国防部の指示によって、国防部軍史編纂研究所と陸軍軍史研究所が、それぞれ各自の研究を通じてそれぞれの結論を出した。
2016年7月4日、国防部軍史編纂研究所は「故沈鎰少領関連朝鮮日報報道検討結果」を報告。当時の戦闘状況、第6師団戦闘詳報、当時の第7連隊長などの証言などを元に総合的に検討した結果、戦功は全て事実と確認された。
2016年8月11日、陸軍戦史研究所は「故沈鎰功績真偽確認結果」を提出した。2016年7月6日に李大鎔と面談した結果に基づき、8つの争点を提示した。
1. 沈鎰は自走砲を破壊せず、肉薄攻撃をしなかった。
2. 自走砲は6月26日に破壊されたが、これは敵の乗員が自ら破壊した。
3. 肉弾5勇士は捏造されたものである。
4. 沈鎰は補職解任され、第16砲兵大隊に専属となった。
5. 第7師団捜索中隊長に送られたという孫熙善[注釈 3]の主張は偽りである。
6. 沈鎰は妙香山で戦死し、それを安ソテクが見て戦死として処理された。
7. 沈鎰の母のために太極武功勲章を与えることにした。
8. 李オクソプによって功績が知られ、孫熙善が拡散させた。

これらを総合的に検討した結果、沈鎰は自走砲を破壊しなかったと結論付けた。
2016年9月20日に「故沈鎰少領功績確認委員会」が発足した。国防部政策室は客観的検証のため、陸軍軍史研究室推薦の専門家、国防部軍史編纂研究所推薦の専門家各3名と韓民求国防部長官推薦の委員1名による計7名で構成された。陸軍軍史研究所側の専門家は李ヒョンス（이현수）前陸士教授部長、ノ・ヨング（노영구）国防大学教授、チェ・ホンソク（최홍석）清州大学教授で、国防部軍史編纂研究所側の専門家はオン・チャンイル（온창일）陸士名誉教授、金グァンス（김광수）陸士名誉教授、ナ・ジョンナム（나종남）陸士教授であり、国防部長官に推薦された委員はホ・ナムソン（허남성）国防大学名誉教授であった。
発足以降、明らかにされなかった重要資料（シルバースター関連書類、太極武功勲章関連書類、北朝鮮軍第262部隊の勲章上申書など）が発掘され公開された。また発端となった李大鎔など生存者、春川戦闘の目撃者と口述面談を行い、また提起されたいくつかの問題の確認と検証のため、アメリカ陸軍歴史研究センター（U.S. Army Center of Military History）とロシア連邦軍軍事学術研究所（Научно-исследователский  институт(военной  истории) ВАГШ  ВС  РФ）に接触して諮問を受けた。

### 第1次会議（9月20日）、第2次会議（10月4日）
第1次会議で沈の功績が確認ができる重要な資料が発見された。国防部軍史編纂研究所が、アメリカ国立公文書記録管理局で見つけたシルバースター推薦書と表彰状であった。沈鎰が太極武功勲章を受章したことは広く知られていたが、シルバースターを受章したことについては何人かの参戦者と専門歴史家の間でのみ知られているだけだった。
シルバースター関連文書はRG（Record Group）338で検出され、1950年9月21日に第8軍司令官が沈にシルバースターを授与するまでの過程が記録されていた。この中で最も重要なのは9月1日に第6師団に派遣された米軍事顧問トーマス・マクフェイル（Thomas McPhail）中佐が作成して提出した推薦状であった。それによれば「1950年6月26日午前10時ごろ自分の安全を考慮せず昭陽江を渡河する敵戦車3両を破壊した」とし、マクフェイルは沈鎰の活躍を直接見ていないが、朴チョルウォン（박철원）大尉、金スンファ（김순화）一等中士、尹ボングク（윤봉국）二等兵の3人の助力者があったなど、沈鎰の戦功についての情報を入手したと明示した。
またこのシルバースター関連文書によって、今まで知られていた6月25日の戦功とは別に6月26日の戦功が発掘され、新たに6月25日の功績（玉山浦戦闘）と6月26日の功績（昭陽江戦闘）を区別して分析する必要が出てきた。
シルバースター推薦書の発掘からしばらくして新たな重要資料が発見された。ナ・ジョンナム委員が大統領記録館で見つけた「武功勲章授与に関する件（太極武功勲章部、国務会の審議、審議功績書など）」で、この資料には太極武功勲章を授与するまでの過程が記録されていた。それによれば1950年10月末に第6師団参謀長閔丙権大領が、沈中尉が開戦以来、春川戦闘など計5回の戦闘でたてた功績を記録し、第2軍団に提出したことが判明した。その後、第2軍団、陸軍本部、国防部の審査を経て、1951年6月18日に大統領に合計18人を推薦したが、6月22日の第72回閣僚会議で、これらのうち9人（金白一、劉載興、金弘壹、白善燁、咸俊鎬、沈鎰、李明守、洪在根、金龍植）が太極武功勲章対象者に議決された。
功績確認委員会は、この文書で沈鎰の太極武功勲章受章までの過程の全貌を把握することができ、沈鎰の功績が師団、軍団、陸軍本部、国防部、国務会議など適切な手続きを経て審査され、正当な過程で叙勲が決定されたと評価した。
太極武功勲章功績書にはシルバースターと同様に6月26日の昭陽江戦闘に関する追加情報が含まれていた。その他春川以外にも忠州、陰城、聞慶、安溪で活躍したと記録している。
これらシルバースターと太極武功勲章の資料は、李大鎔が主張する「沈鎰の功績を捏造して勲章を推薦した」時期の数か月前の出来事であり、李大鎔の証言の信頼性に問題が提起された。

### 第3次会議（10月18日）
国防部軍史編纂研究所は第1次会議で出した報告書を補完した「故沈鎰少領関連朝鮮日報報道検討結果」を提出した。
陸軍軍史研究所は、李大鎔の追加証言を確保して「李大鎔将軍追加質疑結果」を提出した。沈鎰が逃亡したところを直接目撃したこと、1951年の1月と5月に沈鎰の親が第7連隊本部を訪れたこと、沈鎰が戦死したことについて安テソクから聞いた話など再度確認した。さらに陸軍軍史研究所は、1950年6月26日午前に第7連隊第1大隊が玉山浦方面で行った逆襲を強調し始めた。特に6月25日から26日までの戦闘で自走砲が1門破壊されたが、これは韓国軍によるものではなく、人民軍が6月26日に自ら破壊したと付け加えた。この追加証言は、多くの資料と食い違い、とくに破壊された自走砲が1門に過ぎないというのは、第6師団作戦処「戦闘詳報」、第16砲兵大隊「部隊歴史日誌」、米陸軍の公式記録と矛盾した。また自らの証言と食い違うシルバースター推薦状と太極武功勲章功績書は誤謬か捏造であるとも主張した。
功績確認委員会は、韓国とアメリカの記録文書と相反する李大鎔の主張を検証する必要があると判断した。また沈鎰の功績は事実ではなく、春川で北朝鮮を阻止できたのは自分が所属した第7連隊第1大隊の活躍という点を強調していると分析した。

### 第4次会議（11月1日）
陸軍軍史研究所は、李大鎔の主張を受け入れており、それと相反するシルバースター推薦状と太極武功勲章功績書を誤りか捏造だと公式に提起した。
これに対して功績確認委員会は、米軍事顧問が作成した勲章推薦状が捏造という主張は可能性が低いと判断した。6月26日に北朝鮮軍先頭部隊が昭陽江北方5キロの玉山浦に進出したという李大鎔の証言をそのまま受け入れることはできなかったであった。第6師団戦闘詳報、ソ連軍事顧問団長ラジュバエフの報告書、人民軍第2師団工兵部隊戦闘報告書などを根拠に6月26日午前には昭陽江線まで進出したと分析した。したがって李大鎔の主張する第7連隊第1大隊の玉山浦における反撃の真偽は追加確認が必要であった。また陸軍軍史研究所が勲章推薦状は誤りか捏造と主張するのは根拠に欠け適切でない分析と判断した。
功績確認委員会は、なぜアメリカが戦争初期に功績を立てた韓国軍将校や指揮官ではなく、初級将校にシルバースターを授与したのか悩み、チェ・ホンソク委員は「米軍の記録として資料批判せずに無条件に受け入れるべきではない。沈鎰中尉と個人的に親交のあった米軍将校が功績に関係なく作成したのではないか？」と発言した。確認の結果、推薦状は米陸軍の人事資料、捕虜尋問書、公刊史記録などと一致した。また1950年9月に作成されたシルバースター関連書類は在韓米軍顧問団が韓国軍の各部隊に派遣された顧問に発信した「Awards and Decoration」という指示に基づいて作成されたことを確認した。これによってシルバースター関連書類は捏造とする陸軍軍史研究所の主張は適切ではないと判断した。

### 現場検証
2016年11月8日、功績確認委員会は玉山浦、昭陽江一帯の現場検証を行った。検証の焦点は、6月25日午前10時頃に5番国道に沿って逃走する沈鎰を目撃したという李大鎔の主張であった。功績確認委員会は戦闘詳報、作戦日誌、関係者の証言、平面及び立体地図を使った途上研究などを通じて李大鎔の証言内容に問題提起した。李大鎔と沈鎰の間が1～1.5キロ離れていた点、6月25日未明から雨が降り霧が立ち込めて視界が良くなかった点、5番国道西側にある桑畑など周辺環境により、戦闘服を着た軍人の識別が容易ではないことを考慮した。これらの要素は現場検証で重点的に検討されたが明確な答えを見つけることはできず、李大鎔の証言を受け入れるかは保留にした。
また功績確認委員会は、当時敵に露出していた沈鎰と小隊員が取るべき行動は迅速に後方へ撤収または退却することだっただろうと分析し、逃走というよりも緊迫した戦術的状況に応じた措置と解釈することが望ましいと判断した。しかし李大鎔が沈鎰の行動を逃走と表現した理由を見つけることは出来なかった。

### 第1次証言聴取
2016年11月15日、功績確認委員会に出席した李大鎔の証言聴取を行った。逃走した沈鎰を目撃した件について李大鎔は、5番国道までの距離は遠くなく、雨もすでに止んでいたので肉眼で十分観測できたとし、また午前10時以降沈鎰を見なかったと証言した。功績確認委員会は、李大鎔が午後の玉山浦戦闘の参加も6月26日午前の昭陽江戦闘の活躍を目撃してなく、また開戦初期に沈鎰を目撃した時間は午前10時の短い時間に限定され、他の行跡については全て伝聞であったことを把握した。
李大鎔は、砲1門を放棄して砲兵連絡将校に左遷されたのは第7連隊と第16砲兵大隊の全員が知っていた話だと明らかにした。死亡した話は安テソク少尉から、沈鎰の親が2度連隊本部を訪問したのは連隊長含む他人から聞いた話だと述べた。
功績確認委員会は、1951年1月と5月に親が連隊本部を訪問した件について、中国軍と交戦中であったときに部隊の指揮所に民間人が訪問することは可能かと質問した。これに対して李大鎔は、沈鎰の親に会ったことはなく訪問した話は伝聞だと答えた。
1キロ以上離れていた距離で沈鎰を目撃するのは可能かと質問した。これに対して沈鎰を見たと再度強調した。また沈鎰の行動を戦術的措置としてみなければならないと主張すると、李大鎔は、逃走は事実であり当時を知る人はみんな知っていたと答えた。
シルバースター推薦状と太極武功勲章公的文書の内容を知っているか質問すると、李大鎔は知らなかったと答え、誰がまんまと捏造したかわからないと反応した。
李大鎔の証言に不正確な内容が一部含まれており、母が連隊長を訪ね「共匪討伐をしていた警察の次男は病気にかかり」と話したと言われているが、警察庁の記録を調べた結果、弟の沈民が警察に入ったのは1952年11月だった。

### 第6次（11月29日）、第7次会議（12月13日）
第6回会議では、これまでの会議の調査と確認したことを土台に全体の進行経過をチェックして中間結論を導き出そうとした。そのため委員個人別に功績真偽について意見を提示した。
1. 沈鎰の親のために功績を捏造して太極武功勲章を与えた。
2. 1950年6月25日、沈鎰は特攻隊のように肉薄攻撃で自走砲を破壊しなかった。
3. 沈鎰は対戦車砲を遺棄したまま逃亡し、補職解任された。
4. 解任後、第16砲兵大隊に第7連隊連絡将校として派遣されたが、特別な任務は遂行しなかった。
5. 李オクソプ（이옥섭）によって功績が知られ、孫煕善が美化した。

功績委員会の大部分は、シルバースターと太極武功勲章の資料によって6月26日の功績は十分に立証されたと結論付けた。したがって「沈鎰の親のために功績を捏造して太極武功勲章を与えた」という李大鎔の主張は信頼性が低いとした。しかしチェ・ホンソク委員は現在までに収集された資料だけでは、6月26日の昭陽江戦闘や沈鎰の戦功の有無を明確に確認できないと主張した。
6月25日の玉山浦戦闘での功績について、金グァンス、ナ・ジョンナム、ホ・ナムソン委員は、沈鎰が肉薄攻撃で自走砲を破壊したという主張はいくつかの記録文書を根拠にして推定した解釈であるが、具体的に立証と確認するのに制限されるという立場だった。李ヒョンス、チェ・ホンソク委員は、6月25日の功績を証明できる資料は十分ではないので、これについては認めることができないとした。
2016年12月2日、チェ・ボシク記者が再びコラムを掲載した。李大鎔と陸軍軍史研究所の主張を支持する立場であると明らかにした。
シルバースター推薦状に記載されている6月26日の戦闘は存在せず、米軍顧問は戦闘を目撃しておらず、戦闘で一緒にいた人物（朴哲遠大尉、金純和一等中士、尹奉國二等兵）は軍籍になかったと主張した。しかし功績確認員会の調査の結果、第6師団兵籍記録に3人の名前を見つけ、実在の人物であることを確認した。
第7次会議では、国防部軍史編纂研究所長と陸軍軍史研究所長が直接出席して立場を表明した。国防部軍史編纂研究所長は、本件の重要性を再度強調し、功績確認委員会が信頼できる資料、すなわち公式記録文書に基づいて正しく権威ある解釈を出すことを要請した。また口述資料の使用で、採録された時期と状況などを考慮すると事件発生から近い時期に記録された口述は後で記録された口述より信頼性が高いと主張した。
陸軍軍史研究所長は、功績確認委員会が陸軍軍史研究所の主張を無視するなど非効率、偏向的に運営されていると批判し、国防部軍史編纂研究所がいくつかの資料を選別的・限定的に公開していると提起した。またシルバースター推薦状の信頼性、ラジュバエフ報告書を誤訳した可能性など功績確認委員会の資料解釈に問題提起した。しかしシルバースター推薦状のどこが問題なのか、ラジュバエフ報告書のどこが誤訳なのか言及は無かった。
陸軍軍史研究所は李大鎔など生存している参戦者の証言に重点を置いていたが、ナ・ジョンナム、ホ・ナムソン委員は口述資料の限界と特性に注目しており、事件から60年以上経った高齢者の記憶を基に生成される口頭証言の信頼性についての問題を提起した。

### 第2次証言聴取（12月28日）
第16砲兵大隊所属で春川戦闘に参加した金ウンハン（1922年生）、金ジャングン（1924年生）、シム・ホウン（1927年生）と面談した。第16砲兵大隊A砲隊長金ジャングン中尉とB砲隊指揮小隊長シム・ホウン少尉は、陸軍軍史研究所の事前面談で6月25日に沈鎰を目撃したと証言した。2時間以上の面談で問題点が発見された。
金ジャングンとシム・ホウンは6月25日朝に沈鎰を目撃したと主張したが、2人が沈鎰と会った時間は第16砲兵大隊「部隊歴史日誌」の記録と異なっていた。また2人とも沈鎰が功績を立てた場面を見ていなかった。
金ジャングンは直接見たものについては明確に話したのに対して、直接見ていない事案はわからないと答えた。開戦当日の朝に、沈鎰が春川北方ではなく加平方面に配置されていたと証言し、自身が過去にした証言と矛盾することに加え、沈鎰が玉山浦の戦闘に参加したことを目撃した他の証言者と差があった。

### 第8次会議（2017年1月10日）
2017年1月初め、2つの重要な記録文書が新たに発見された。この資料は6月25日の戦功についての結論を出す過程で大きな影響を及ぼした。
1つは、金グァンス委員が発掘した人民軍第262軍部隊勲章授与状であり、これは韓国国立中央図書館が海外で収集した資料をインターネットを介して提供しているものであった。アメリカ国立公文書記録管理局のRG242の人民軍鹵獲文書群に属する資料で、戦争初期の人民軍第2師団隷下の自走砲部隊で作成し、上部に提出した個人の勲章授与状が含まれているが、このうち春川戦闘で勲章を上申された者は約60人であった。この中で朴ヨンヒの勲章授与状などは功績確認委員会の活動初期から金グァンス委員と陸軍軍史研究所で紹介されたことがあった。しかし今回発見された資料は多数の勲章授与状が含まれており、6月25日と26日の戦闘を比較的詳細に把握することができた。金ハクボム（김학범）、チョン・ウィウォン（전의원）、チャ・ハンサン（차한상）の勲章授与状から玉山浦戦闘に投入された自走砲が3門、朴ユンヒ（박연히）と朴ユンチュン（박윤천）の勲章授与状から6月26日の昭陽江戦闘で3門破壊されたと分析した。
戦死した自走砲大隊第3中隊の運転手である金ハクボム、チョン・ウィウォン、チャ・ハンサンの勲章授与状に記載された功績内容は韓国側資料に記載されている春川戦闘の内容にかなり一致していたことに注目した。戦死した3人のうち2人は、韓国軍の57ミリ対戦車砲と105ミリ榴弾砲、車両を攻撃していたときに自走砲を止められ、炎上して自走砲と共に戦死した。もう1人は火がついた自走砲から脱出したが、韓国軍に射殺され戦死した。3人が戦死した場所は春川面マサンリと記載されていたが、これは玉山浦の南にあたる地域であった。
第6師団「戦闘詳報」、第16砲兵大隊「部隊歴史日誌」に記録されている6月25日午後、玉山浦近くで敵戦車3台を破壊したという内容は人民軍勲章授与状の内容と多くの部分が一致した。開戦初日に自走砲が破壊されたという事実は6月26日まで韓国軍が破壊した自走砲は無いとする李大鎔の主張を否定するものであった。また朴ユンヒと朴ユンチュンの勲章授与状はシルバースター推薦状や太極武功勲章功績文書の内容と符合した。
第262軍部隊勲章授与状は功績確認委員会に大きな影響を与えた。何人かの委員は、第6師団「戦闘詳報」、第16砲兵大隊「部隊歴史日誌」以外に信頼性の高い記録文書が無かったので、6月25日に玉山浦で自走砲を破壊したという主張に疑問を持っていた。しかし新しい文書の発見により、両者の文書で相互検証することが可能となり、これを根拠に6月25日玉山浦戦闘で破壊されたのは歴史的事実と認められると評価した。
もう1つの資料は、1951年4月に春川を占領し、華川に進撃中の第1海兵師団が春川北方で撮影した3枚の写真であり、この写真は春川北方で破壊され放棄されたSU-76自走砲3門を撮影して部隊の歴史資料として残したものであった。金グァンス委員は2017年1月19日に春川の詳細踏査で破壊された自走砲の位置を調べたが、写真の背景から撮影された場所は玉山浦近く（第16砲兵大隊春川大捷碑が建立された場所）であることを確認した。このような功績確認委員会の判断に対して陸軍士官学校土木環境学校教員が同年4月14日に再度確認した。功績確認員会は、朝鮮戦争に参戦した中国軍の武装、ソ連が中国軍にSU-76自走砲を供給した時期、自走砲の破壊時期と玉山浦付近の住民の証言などから、写真の自走砲3門は戦争初期に破壊された可能性が高いと判断した。
これら2つは6月25日の功績を証明できる重要な資料となった。

### 広聴会（1月24日）
功績確認委員会は、4か月に渡って調査、確認、検証した結果を「故沈鎰少領功績確認委員会公聴会」で発表した。重要資料である太極武功勲章審議功績書、シルバースター推薦状及び授与記録、第6師団作戦教育処「戦闘詳報」、人民軍第262軍部隊勲章授与状を添付した資料集を配布し、李大鎔含む生存の参戦者、陸軍軍史研究所、チェ・ボシク記者などの問題提起は正当でないと評価した。
これに対して陸軍軍史研究所長は発表内容について全体的に反対すると表明した。生存者の証言は公式記録文書と同様の信頼性を持つとし、6月26日に昭陽江で戦闘は起きなかったとする既存の主張を繰り返した。口述記録の信憑性を強調するためにチェ・ジェヒ教授（梨花女子大学校記録管理院）、チェ・ホグン教授（高麗大学校史学科）などの意見書を提出した。とくにチェ・ホグン教授は、シルバースター推薦状を作成した米軍顧問は沈鎰の活躍を目撃しておらず、目撃者の証言から推薦状を作成したので、100パーセント信頼するには限界があると主張した。したがってこのような問題を持つシルバースター推薦状を信頼する前に本事案をゼロベースで再度検討する必要があるとした。チェ・ホグン教授の意見書には、推薦状のどの部分に問題があるか具体的な提示をしていなかった。またこれが1950年7月に通達された上級部隊の指示に準拠して作成されたことを考慮せず、沈鎰の推薦が他のシルバースター授与者の推薦とどのように違うのか言及は無かった。
陸軍軍史研究所は、6月26日に昭陽江で戦闘は起きなかったと証明するために当時の目撃者3人による口述記録を提出した。春川大捷宣揚会所属の金某（当時春川師範学校在学）、朴某（当時春川農業学校在学）、安某（当時第7連隊第2大隊所属一等兵）などと面談した結果、6月26日に昭陽江付近で戦闘は起きなかったと証言した。
広聴会に出席した李大鎔は、今までの証言は全て事実と主張し、功績確認委員会の結論に反対した。一方で1950年代から最近まで自身が執筆してきた著書の春川戦闘に関する一貫していない記述、時間の誤りについては、出版の過程で出てきた些細なミスとした。
約3時間半以上行われた公聴会を見守った陸軍参謀次長は、国防部と陸軍本部は功績確認委員会の活動について最大限中立的立場を堅持したとし、功績確認委員会が公聴会で提示した客観的な結論は信頼に値すると述べた。しかし公聴会で提起されたいくつかの問題のため、追加の研究と調査、議論が進められて故沈鎰少領の功績に対する疑惑提起が満足に解消されることを望むと呼びかけた。

### 第9次（2月28日）、第10次会議（3月14日）
功績確認委員会は、陸軍軍史研究所が紹介した春川大捷宣揚会所属の3人と面談した。しかし3人のうち安某は体調悪化のため面会できなかった。
開戦当時春川農業学校に在学していた朴某氏は昭陽江及び昭陽橋付近の戦闘に関して証言したことはなかった。6月26日朝に登校したが、教師の1人に家に帰るように言われたと証言したが、6月26日に昭陽江で戦闘が発生したかは目撃してないと答えた。
春川師範学校に在学していた金某氏は、6月25日午後から6月26日午前まで昭陽江北方の第16砲兵大隊の弾薬庫から昭陽江南方にある春川師範学校まで弾薬を運搬したと証言した。このため陸軍軍史研究所は、6月26日午前に昭陽江で戦闘が無かったとする主張の根拠として提示した。
しかし複数の記録文書と証言によると、玉山浦北方の第16砲兵大隊弾薬庫から弾薬を後方に搬送する作業は6月25日午後から始まり、その日のうちに終了した。また弾薬の搬送先も春川師範学校ではなく春川駅と市内東部の牛市長近くで、ここにはそれぞれ1個砲隊が配置されていた。金某氏が6月26日午前まで弾薬搬送に参加していた可能性を排除できないが、金某氏の証言は記録文書や他の証言者と違っていた。
面談の他に、提起されたシルバースター推薦状の誤謬と捏造の確認作業に着手した。2017年3月初めにアメリカ陸軍歴史研究センターとアメリカ陸軍遺産教育センター（U.S. Army Heritage and Education Center）にシルバースター推薦状と表彰状の真偽について問い合わせた。アメリカ陸軍遺産教育センター所長のコンラッド・クレーン（Conrad Crane）博士は、沈鎰のシルバースター関連資料に特別な問題は発見できなかったと返答した。また開戦初期の春川で人民軍装甲車両が破壊されたことは確認された事実であり、これを立証することができるアメリカ軍の公刊史記録を送ってきた。
同じ機関に勤務するシェーン・レイリー（Shane Reilly）中佐は、春川戦闘の状況を把握できる米公刊史記録草案や捕虜尋問書などを提供したが、これらの資料でアメリカ軍は春川戦闘で破壊された自走砲が6～7門であると把握していた点を改めて確認できた。
アメリカ陸軍人事本部（United States Army Human Resources Command）副官部賞勲科のアローン・ルマー（Arron Lummer）中佐と実務者のティモシー・バーナード（Timothy Barnard）博士は、1950年9月に第8軍司令部が沈鎰に授与したシルバースターは正当であり、それに関連する文書にいかなる問題も発見することは出来ないと回答した。またバーナード博士は、沈鎰中尉のシルバースター関連資料の誤りの可能性に対する疑惑提起はいつでも可能であるが、67年前の状況に対する問題提起の根拠が高齢となった参戦者の口述証言だけであれば不十分と回答した。
ジョージ・ワシントン大学歴史学科のグレッグ・ブレイジンスキー（Gregg Brazinsky）教授は、沈鎰のシルバースター関連資料で捏造の痕跡を見つけることができないと評した。また60年以上経過した後に特定の事案に対して自身の記憶に依存して疑惑を提起する生存の参戦者の証言よりも事件発生に近い時間に作成された公文書をより信頼することが望ましいという意見を提出した。

### 結論
功績確認員会は、沈鎰と対戦車砲小隊員が6月25日に玉山浦で自走砲3門、6月26日に昭陽江で自走砲3門を破壊したことは事実であると結論付けた。ただし6月25日の玉山浦戦闘での自走砲破壊については肉薄攻撃したという一部の証言に信憑性があることを確認したが、事実を誇張あるいは美化したものと判断した。
李大鎔の砲1門を放棄して逃亡したという証言に対して、功績確認委員会は逃走というよりも緊迫した戦術的状況に応じた措置と解釈することが望ましいと判断した。また対戦車砲が泥に深く嵌ったためやむなく放棄したことが、林富澤中領の回顧録や安テソク少尉の証言などで確認された。

## 家族
父の沈基淵（シム・ギヨン、심기연）は咸興南道端川に生まれ、若い頃に日本へ渡って技術を習得。材木商として成功した。1935年頃、経営する元盛商会は吉州駅前に本店を構えるだけでなく、合水・白岩・鳳頭・島内・嶺下・生長などの恵山線・白茂線沿線各地、さらには満浦線方面にまで支店・出張所を設けており、白岩付近には貯材3万立方メートルと枕木運搬用のトラック3台を保有していた。たびたび近隣の私塾・学校などに資金援助を行い端川社会で称賛を受けていたという。1945年12月、越南して原州に移った。朝鮮戦争後は束草で事業を興し、材木商のほか1958年3月20日に現代産業株式会社を設立、1959年8月31日に現代劇場を開館するなど企業家として活動した。1962年には私財を投じて江原道溟州郡（現江陵市）邱井面邱井里の山野を開墾し、難民22世帯を移住させた。この村は沈基淵の号を取って青坡（靑坡、청파）村と命名され、1969年にはその功績により5・16民族賞を受賞した。1965年4月には原州顕忠塔の敷地として所有地3万2538平方メートルを寄贈した。1979年没。
母のチョ・ボベ（조보배）は1905年10月4日生まれ。朝鮮戦争後、原州でポッチュ旅館（복주여관）を経営していた。2005年3月2日、101歳で没。2015年には国家報勲処によって「6月の6・25戦争英雄」に選ばれた。
次弟のシム・ミン（심민）は警察官だったが、内務省治安局警務課で勤務していた1960年に過労のため心臓発作を起こし、32歳で病死した。三弟のシム・イク（심익）はソウル高在学中の17歳の時に学徒兵として出征し、洛東江攻防戦で戦死。四弟のシム・スンテク（심승택）は沈鎰の死後に生まれ、公務員になった。